# Distretto di Sincos
Il distretto di Sincos  è uno dei trentaquattro distretti della provincia di Jauja, in Perù. Si trova nella regione di Junín e si estende su una superficie di 236,74 km².